# Condat (Cantal)
 Condat  es una población y comuna francesa, situada en la región de Auvernia, departamento de Cantal, en el distrito de Saint-Flour y cantón de Condat.

## Demografía
| 1657 | 1592 | 1481 | 1438 | 1262 | 1121 |
| Para los censos de 1962 a 1999 la población legal corresponde a la población sin duplicidades (Fuente: INSEE [Consultar]) |      |      |      |      |      |